# Мечо Пух (филм)
Вижте пояснителната страница за други значения на Мечо Пух.
„Мечо Пух“ (на английски: Winnie the Pooh) е американски анимационен филм от 2011 г., базиран от книгата „Мечо Пух“ на А.А. Милн и Ъ. Х. Шепард. Това е 51-вият филм от поредицата „Класически анимационни филми“ на Дисни (Walt Disney Animated Classics). Режисиран е от Стивън Андерсън и Дон Хол. Филмът е с участието на Джон Клийз, Питър Кълън, Крейг Фъргюсън, Джим Къмингс, Том Кени и др.
Филмът е озвучен на български език с гласовете на актьорите: Кирил Кавадарков, Георги Иванов, Васил Стойчев, Васил Петков, Мирослав Цветанов, Симона Нанова, Самуил Сребрев, Любомир Младенов, Георги Тодоров, Николай Пърлев, Стефан Стефанов и др. Филмът излиза на екран от 15 юли 2011 г. от САЩ, а в България на 22 юли 2011 г.

## Синхронен дублаж
| Роля            | Изпълнител             | Български дублаж  |
| --------------- | ---------------------- | ----------------- |
| Разказвач       | Джон Клийз             | Стефан Стефанов   |
| Мечо Пух        | Джим Къмингс           | Кирил Кавадарков  |
| Йори            | Бъд Лъки               | Георги Иванов     |
| Бухала          | Крейг Фъргюсън         | Васил Стойчев     |
| Кристофър Робин | Джак Боулдър           | Васил Пейков      |
| Прасчо          | Травис Оутс            | Мирослав Цветанов |
| Кенга           | Кристен-Андерсън Лопес | Симона Нанова     |
| Ру              | Уайът Дийн Хол         | Самуил Сребрев    |
| Зайо            | Том Кени               | Любомир Младенов  |
| Тигър           | Джим Къмингс           | Георги Тодоров    |
| Паксъм          | Хюел Хаузър            | Николай Пърлев    |

### Хор
| Весела Делчева    |
| Гиргина Гиргинова |
| Еделина Кънева    |
| Атанас Сребрев    |
| Боян Василев      |
| Владо Михайлов    |

### Песни
| Песен                        | Изпълнява |
| ---------------------------- | --- |
| Песен за тумбачето           | Кирил Кавадарков |
| Най-интересното за тигрите   | Георги Тодоров |
| Нещо важно сега се върши тук | Белослава |
| Песен за победителя          | Васил Пейков Васил Стойчев Георги Иванов Георги Тодоров Кирил Кавадарков Любомир Младенов Мирослав Цветанов Самуил Сребрев Симона Нанова |
| Ах, Паксъм                   | Васил Стойчев Георги Иванов Георги Тодоров Кирил Кавадарков Любомир Младенов Мирослав Цветанов Самуил Сребрев Симона Нанова              |
| Ще бъде върха                | Георги Тодоров Георги Иванов |
| Всичко в медец е             | Кирил Кавадарков |
| Мечо Пух                     | Белослава |

### Българска версия
| Обработка                       | Александра Аудио Shepperton International |
| ------------------------------- | ----------------------------------------- |
| Режисьор на дублажа             | Симона Нанова                             |
| Преводач                        | Десислава Петкова                         |
| Музикален режисьор              | Десислава Софранова                       |
| Преводач на песните             | Десислава Софранова Цветомира Цонева      |
| Музикален асистент              | Стефан Врачев                             |
| Тонрежисьори на записа          | Петър Костов Ангел Топорчев               |
| Творчески директор              | Венета Янкова                             |
| Продуцент на българската версия | Disney Character Voices International     |

## Излъчване в България
Освен в кината, филмът е излъчен и по Кино Нова на 1 януари 2017 г. от 9:45 часа.

## Иточници
1. 1 2  www.boxofficemojo.com //  Box Office Mojo.   Посетен на 22 май 2022 г.